# Wiszniewo (obwód grodzieński)

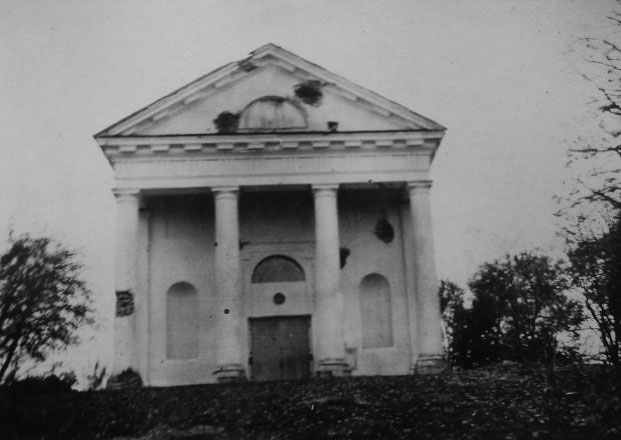
Zniszczony kościół w 1920 roku

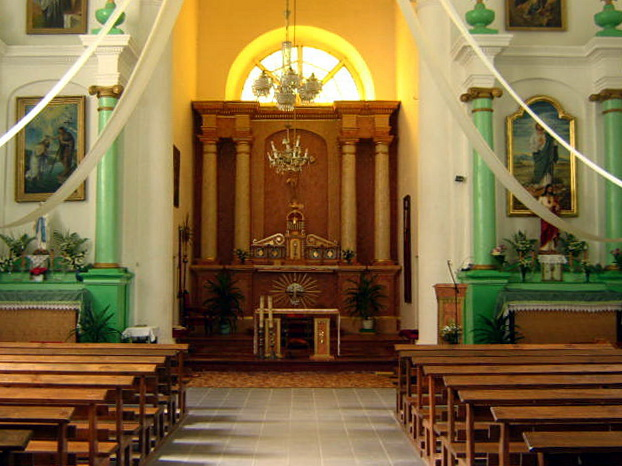
Wnętrze kościoła

Wiszniewo, dawniej Wiszniew (biał. Вішнеў, Вішнева) – wieś (dawniej miasteczko) na Białorusi położona w obwodzie grodzieńskim, w rejonie smorgońskim, nad Jeziorem Wiszniewskim.
Siedziba parafii prawosławnej (pw. św. Eufrozyny Połockiej) i rzymskokatolickiej (pw. św. Judy Tadeusza).

## Nazwa
Historycznie utrwalona jest w odniesieniu do tej miejscowości nazwa Wiszniew, aczkolwiek Komisja Standaryzacji Nazw Geograficznych poza Granicami Polski na 25. posiedzeniu odbytym w dniu 30 czerwca 2006 roku utrzymała wcześniej już przyjęty egzonim Wiszniewo.

## Historia
W I Rzeczypospolitej miasteczko należało do powiatu święciańskiego w województwie wileńskim. Stanowiło ono dziedzictwo rodziny Sulistrowskich, drogą ożenku przeszło w ręce polskiego etnografa i językoznawcy Jana Aleksandra Karłowicza. W 1876 roku miejscowości tej urodził się jego syn, kompozytor Mieczysław Karłowicz. W 1882 roku Jan Karłowicz odsprzedał dobra wiszniewskie hrabiemu Chreptowiczowi.
Z Wiszniewa pochodzi także Kazimierz Małachowski, generał wojsk polskich, odznaczony w Księstwie Warszawskim Krzyżem Kawalerskim Orderu Virtuti Militari.
W II Rzeczypospolitej było siedzibą gminy Wiszniew w powiecie święciańskim, a następnie powiecie wilejskim.
We wsi znajduje się kościół katolicki pw. Św. Tadeusza z 1820 roku, a także zabytkowa dzwonnica. Dwór Sulistrowskich spłonął w czasie I wojny światowej. W 2001 r. zbudowano i poświęcono cerkiew prawosławną pw. św. Eufrozyny Połockiej.